# 함안 포덕산성
함안 포덕산성(咸安 飽德山城)은 대한민국 경상남도 함안군 산인면에 있는 조선시대의 산성이다. 1997년 12월 31일 경상남도의 기념물 제181호로 지정되었다.

## 개요
경상남도 함안군에 있는 포덕산성은 산이면과 칠원면 마산시 내서읍에 걸쳐 산 정상을 둘러싸며 만들었다.
성의 둘레는 480m 에 이르는데 동벽 190m, 서벽 180m, 남벽 50m, 북벽 60m이며 성폭 5m, 외벽 높이 5∼6m 정도로 전체적인 윤곽이 뚜렷하다. 남동벽과 북벽을 흙으로 쌓았다고 착각하기 쉬우나 군데군데 남아 있는 돌로 쌓은 흔적과 흩어져 있는 돌 등으로 미루어 완전하게 흙으로 쌓은 것은 아님을 짐작할 수 있다.

## 참고 자료
- 함안 포덕산성 - 국가유산청 국가유산포털